# Ветрен (Старозагорська область)
Ве́трен (болг. Ветрен) — село в Старозагорській області Болгарії. Входить до складу общини Миглиж.

## Населення
За даними перепису населення 2011 року у селі проживали 1100 осіб.
Національний склад населення села:
| Національність   | Кількість осіб | Відсоток |
| ---------------- | -------------- | -------- |
| болгари          | 670            | 61,9%    |
| цигани           | 403            | 37,2%    |
| турки            | 4              | 0,4%     |
| інша             | 0              | 0%       |
| не визначились   | 5              | 0,5%     |
| Всього відповіли | 1082           |          |

Розподіл населення за віком у 2011 році:
Динаміка населення: